# Ich werde immer wissen, was du letzten Sommer getan hast
Ich werde immer wissen, was du letzten Sommer getan hast (Originaltitel I’ll Always Know What You Did Last Summer) ist ein Horrorfilm aus dem Jahr 2006 und ist der dritte Teil der Letzter-Sommer-Reihe. Im Gegensatz zu seinen beiden Vorgängern war der Film eine Direct-to-Video-Produktion.

## Handlung
Amber, Zoe und Colby befinden sich am 4. Juli mit drei Freunden auf einem Fest in der Kleinstadt Broken Ridge in Colorado. Sie sitzen in der Gondel eines Riesenrads, als Colby die Legende vom Fischer erzählt. Dieser erscheint an jedem 4. Juli und tötet Teenager, die ein düsteres Geheimnis haben. Als die sechs dann an einem Ballwurfstand auf dem Stadtfest sind, erscheint der Fischer und sorgt für Aufsehen auf dem Dorffest. P.J., ein weiterer Freund der Gruppe, versucht auf dem Dach eines Parkhauses zu entkommen, doch der Fischer hat ihn im Visier, wie es scheint. Bei einem Sprung vom Dach verunglückt P.J. und stirbt. Es stellt sich heraus, dass Amber, Zoe und Colby den Stadtfestbesuchern nur einen Streich spielen wollten und ein weiterer Freund, Roger, sich als Fischer verkleidet auf P.J., der ebenfalls eingeweiht gewesen war, gestürzt hatte.
Da alle den Fischer gesehen haben, hat niemand die Jugendlichen im Verdacht und die Vier, Amber, Zoe, Colby und Roger beschließen, nie wieder über diesen Tag zu reden.
Ein Jahr später – Amber ist von einer Fotosafari zurück und bekommt ein Jahr nach dem Unglück einige SMS mit dem Inhalt I KNOW WHAT YOU DID LAST SUMMER (dt. Ich weiß, was du letzten Sommer getan hast). Sie geht zu Zoe, und fragt, ob diese jemandem von dem Streich erzählt hat, was diese sofort verneint. Auch Roger weiß von nichts, als die beiden ihn ansprechen, und ebenso Colby, welcher sowieso glaubt, dass SMS total schwachsinnig seien, doch dann bekommt auch er eine Nachricht mit demselben Inhalt.
Colby vermutet, dass jemand ihnen einen Streich spielt. Doch als Roger tot aufgefunden wird, bevor er sich selbst umbringen konnte, nachdem er einen Abschiedsbrief verfasst hatte, bekommt Amber eine erneute Drohung mit dem Inhalt SOON (dt. bald). Es stellt sich heraus, dass Lance, P.J.s Cousin, von dem Geheimnis der Teenager weiß – P.J. hatte es ihm bereits einige Tage vor dem Streich erzählt. Lance erzählt Amber dies, nachdem auch er eine Drohung bekommen hat. Die Vier wollen die Stadt verlassen und dem Fischer so einen Strich durch die Rechnung machen.
Doch Zoe hat die Möglichkeit, einige Adressen und Nummern von Agenten aus Los Angeles zu bekommen, wenn sie mit ihrer Band auf einem Konzert auf dem Jahresfest spielt, was den Ausflug natürlich auf die Nacht verlegt. Nach einem erfolgreichen Auftritt, der tatsächlich das Interesse von Agenten geweckt hat, erscheint der Fischer und macht Jagd auf die Teenager, wobei zuerst Zoe, dann Sheriff Davis, Colby sowie Deputy Hafner ums Leben kommen.
Amber und Lance gelingt es schließlich den Fischer, bei dem es sich um den untoten Ben Willis handelt, in einen Häcksler zu schubsen und das Geheimnis so für immer zu bewahren.
Ein weiteres Jahr später fährt Amber durch die Wüste Nevadas und ist auf dem Weg nach Los Angeles zu Lance. Doch plötzlich platzt einer ihrer Reifen und sie muss mitten in der Wüste anhalten. Sie schaut sich um, ob irgendwo Hilfe zu sehen ist, doch plötzlich steht erneut der Fischer hinter ihr. Man hört ihren Schrei, als der Film in den Abspann übergeht.

## Kritiken
„Zweites Sequel der Schlitzersaga – nur öde.“

„Blutrünstige zweite Fortsetzung eines Horrorfilms, der sich nur noch selbst reproduziert.“

## Hintergrund
- Der Film beruht nur sehr vage auf den ersten beiden Teilen. Tatsächlich werden beide Teile einmal in einer Szene erwähnt, in der es um den Ursprung des Fischers geht. Anders als in den vorigen Teilen ist der Fischer in diesem Teil übermenschlich.
- Der Fischer wird hier nicht von Muse Watson gespielt, sondern von Don Shanks. Ebenfalls fällt nicht einmal sein Name, Ben Willis.

Die deutsche Synchronfassung entstand bei der Scalamedia GmbH, München. Ulrich Johansson schrieb das Dialogbuch und Christian Weygand führte Regie.
| Figur           | Darsteller     | Deutscher Sprecher |
| --------------- | -------------- | ------------------ |
| Amber Williams  | Brooke Nevin   | Tatjana Pokorny    |
| Lance           | Ben Easter     | Johannes Raspe     |
| Zoe             | Torrey DeVitto | Maren Rainer       |
| Colby Patterson | David Paetkau  | Patrick Schröder   |
| Roger           | Seth Packard   | Benedikt Weber     |
| Hafner          | K.C. Clyde     | Christian Weygand  |
| Sheriff Davis   | Michael Flynn  | Thomas Rauscher    |

## Vorgänger
Ich werde immer wissen, was du letzten Sommer getan hast ist der dritte Teil der Last-Summer-Reihe. Zuvor erschienen:
- Ich weiß, was du letzten Sommer getan hast (1997)
- Ich weiß noch immer, was du letzten Sommer getan hast (1998)

Alle drei Teile sind in einer Trilogie-Box zu kaufen mit der FSK-Bewertung Nicht freigegeben unter 18 Jahren.